# اللمفوما البطيئة النمو
اللمفوما البطيئة النمو، هي مجموعة من أورام الغدد اللمفاوية اللاهودجكينية بطيئة النمو، نظرًا لأن أورام الغدد اللمفاوية بطيئة النمو والانتشار، فتكون العلامات والأعراض قليلة عند التشخيص للمرة الأولى وقد لا تحتاج العلاج على الفور. تشمل الأعراض المحتملة وجود ضخامة غير مؤلمة في واحدة أو أكثر من العقد اللمفاوية، وحمى غير مفسرة، بالإضافة إلى فقدان الوزن غير المقصود.
هناك عدة أنواع فرعية من الأورام اللمفاوية البطيئة النمو، وتشمل: سرطان الغدد اللمفاوية الجلدية التائية (الفطار الفطراني ومتلازمة سيزاري)، ورم الغدد اللمفاوية الجريبي (إف إل)، ورم الغدد اللمفاوية في المنطقة الهامشية، ورم الغدد اللمفاوية ذات الخلايا الصغيرة (إس إل إل)/سرطان الدم اللمفاوي المزمن (سي إل إل). تعد اللمفوما الجريبية أكثر الأنوع الفرعية شيوعًا.
يمثل سرطان الغدد اللمفاوية 41% من جميع حالات أورام الغدد اللمفاوية اللاهودجكينية بطيئة النمو في أمريكا وأوروبا الشمالية، والبيض لديهم معدلات إصابة أعلى من السود والآسيويين، سبب الفروق العرقية والإثنية والجغرافية غير مفهوم جيدًا. وهو يصيب كبار السن بشكل رئيسي ويؤثر على كل من الرجال والنساء بشكل متساوٍ تقريبًا. عادةً ما يُعتبر سرطان الغدد اللمفاوية البطيء غير قابل للشفاء دون استخدام زرع الخلايا الجذعية الخيفية (إس سي تي)، ما لم يكن الانتشار موضعيًا. ومع ذلك، نظرًا لطبيعته البطيئة النمو والاستجابة للعلاج الفعال، غالبًا ما يعيش المرضى لفترات طويلة.

## العلامات والأعراض
يعاني المرضى المصابون بأورام الغدد اللمفاوية البطيئة من ضخامات منتفخة وغير مؤلمة في العقد اللمفاوية، التي تكون غالبًا في الرقبة أو الإبط أو الفخذ. يعاني المرضى أحيانًا من ضخامات العقد اللمفاوية في أماكن مثل الصدر أو البطن، والتي يمكن أن يتأخر كشفها حتى تصبح كبيرة جدًا وتسبب أعراضًا مثل السعال وآلام البطن.

## عوامل الخطر
لا يزال السبب غير معروف، ومع ذلك فقد حددت الأبحاث عددًا من العوامل التي تزيد من خطر الإصابة بسرطان الغدد اللمفاوية البطيئة النمو.

### العمر
يزداد خطر الإصابة بسرطان الغدد اللمفاوية البطيئة مع تقدم العمر. على الرغم من أن المرض يمكن أن يحدث في أي عمر، إلا أنه يصيب كبار السن بشكل رئيسي، فهو غير شائع عند الأشخاص الذين تقل أعمارهم عن 40 عامًا ونادرًا جدًا عند الأطفال.

### العدوى
الأشخاص المصابون بفيروس نقص المناعة البشرية هم أكثر عرضة للإصابة بسرطان الغدد اللمفاوية البطيئة بالنسبة لعامة السكان. إذ يعد خطر الإصابة بسرطان الغدد اللمفاوية البطيئة 14 ضعفًا بالنسبة للمرضى الذين شُخصوا سابقًا بمرض الإيدز.

### عوامل أخرى
يزيد وجود التاريخ العائلي من الأورام اللمفاوية والأورام الخبيثة الدموية وعدوى فيروس التهاب الكبد سي من خطر الإصابة بسرطان الغدد اللمفاوية البطيئة. هناك أيضًا عوامل خطر محددة تتعلق بأنواع فرعية من الأورام. يرتبط ارتفاع مؤشر كتلة الجسم (بي إم آي) بالنسبة للبالغين، والعمل في مجال الرسم باستخدام البخاخ، ونمط الحياة الخامل، ووجود مستوى عالٍ من البروتينات الحيوانية ضمن النظام الغذائي بخطر الإصابة بسرطان الغدد اللمفاوية.

## التشخيص

### المراحل
تفيد المراحل في معرفة مدى الإصابة بسرطان الغدد اللمفاوية، وما إذا كان قد انتشر، وإلى أي مدى انتشر. يمكن أن ينتشر المرض من خلال الأنسجة والجهاز اللمفاوي والدم. يُستخدم تعديل لوغانو لأنظمة آن أربور لتحديد مرحلة سرطان الغدد اللمفاوية. يوجد 4 مراحل:
المرحلة الأولى: إما أن تكون اللمفوما في عقدة ليمفاوية واحدة أو مجموعة واحدة من الغدد اللمفاوية؛ أو في حالات نادرة في عضو واحد من الجهاز اللمفاوي، مثل: حلقة فالداير أو غدة التيموس أو الطحال؛ أو أن ورم الغدد اللمفاوية في موقع واحد خارج الجهاز اللمفاوي.
المرحلة الثانية: إما أن تكون اللمفوما في مجموعتين أو أكثر من الغدد اللمفاوية؛ أو الأورام اللمفاوية في منطقة واحدة قريبة خارج الجهاز الليمفاوي، مع أو بدون وجودها في العقد اللمفاوية الأخرى. في كلتا الحالتين تكون مواقع الليمفوما على نفس الجهة بالنسبة للحجاب الحاجز.
المرحلة الثالثة: تكون الأورام اللمفاوية في كلا الجانبين بالنسبة للحجاب الحاجز. إما أن تكون في الغدد اللمفاوية فوق وتحت الحجاب الحاجز، أو في الغدد اللمفاوية فوق الحجاب الحاجز وفي الطحال.
المرحلة الرابعة: توجد الأورام اللمفاوية في عضو واحد أو أكثر خارج الجهاز اللمفاوي، مثل الكبد أو الرئة أو نقي العظم أو السائل النخاعي.
بعد تشخيص سرطان الغدد اللمفاوية، تُجرى بعض الاختبارات بهدف تحديد مرحلة المرض من أجل توقع التشخيص ووضع الخطط العلاجية. يمكن إجراء الاختبارات التالية في عملية التصنيف:
الاختبارت باستخدام التصوير.
- تصوير الصدر بالأشعة السينية.
- التصوير المقطعي المحوسب.
- مسح FDG-PET (التصوير المقطعي بالإصدار البوزيتروني (FDG).
- التصوير بالرنين المغناطيسي.
- التصوير المقطعي المحوسب بالإصدار البوزيتروني (PET-CT).

التحاليل الدموية.
خزعة نقي العظم.

## العلاج
يميل سرطان الغدد اللمفاوية البطيء إلى التقدم ببطء. نتيجة لذلك، قد لا يحتاج المرضى إلى بدء العلاج عند التشخيص. يُراقب المرضى عن قرب ويبدأ العلاج عادة عندما يتطور المرض ويسبب الأعراض، وهذا ما يسمى مبدأ (الانتظار والمراقبة). يبدأ العلاج إذا كان عند المرضى عدد كبير جدًا من الخلايا السرطانية في أجسامهم، حتى لو لم تكن هناك أعراض. علاج سرطان الغدد اللمفاوية البطيء يختلف للغاية اعتمادًا على مجموعة من العوامل بما في ذلك النوع الفرعي للمرض، ومرحلته، عمر المريض والحالات الطبية الأخرى المرافقة.
يمكن علاج المرضى في المراحل المبكرة من خلال العلاج الإشعاعي وحده، ولكن معظم المرضى لديهم مرض منتشر في وقت التشخيص، هناك العديد من العلاجات الفعالة للسيطرة على هذه المراحل من المرض، لكنها ليست علاجية بشكل موثوق. يمكن أن يكون زرع الخلايا الجذعية الخيفي علاجيًا ولكن توجد مخاوف كبيرة بشأن الوفيات.

## تطور المرض
على الرغم من أن هذا النوع من الأورام يميل إلى التقدم ببطء وأن متوسط البقاء على قيد الحياة طويل (أكثر من 10 سنوات)، إلا أن التشخيص يتفاوت كثيرًا ما بين المرضى ويموت البعض في فترة قصيرة بعد التشخيص.
يميل المرضى المصابون بعدوى فيروس العوز المناعي البشري إلى أن يكون متوسط بقائهم على قيد الحياة مماثلاً للمرضى غير المصابين بفيروس نقص المناعة البشرية.
المرضى الأصغر سنًا يتمتعون بمعدل بقاء لمدة خمس سنوات أعلى من المرضى الأكبر سنًا. أظهرت دراسة أجريت في هولندا في الفئة العمرية الأصغر أن معدل الوفيات الناجم عن سرطان الغدد اللمفاوية الجريبي وسرطان الغدد اللمفاوية في المنطقة الهامشية بعد 15 عامًا ضئيل للغاية، وهذا يشير إلى احتمالية الشفاء عند هذه الفئة العمرية.

## الوبائيات
كل عام يُشخص أكثر من نصف مليون شخص في العالم بمرض ليمفوما لاهودجكن.